# Brocchia
Brocchia, monotipski rod glavočika i sjeverne Afrike (Sahara, Sahel), Komora i Arapskog poluotoka. Jedina je vrsta B. cinerea. Naraste do 25 cm. Listovi naizmjenični.

## Rasprostranjenost i stanište:
B. cinerea je saharsko-arapska biljka ekstremnog pustinjskog pijeska koja raste u prirodnim pijescima, ali i na rubovima poljoprivrednih polja, kao što je spomenuto u Flori Egipta (Boulos, 2002.) i kako je primijećeno u JZ Sinaju (u pješčanim obodima polja rajčice. Biljka je česta duž pustinje Sahare od Maroka na zapadu, južno do Sahela i istočno do Egipta i Sinaja (Powo, 2019.), a sada do juga Izraela. Spominje se u Flori Palestini iz Edomskih planina (južni Jordan), ali zanimljivo nije uključeno u popis jordanske flore (Taifur & El-Oqlah, 2017.). U Izraelskom nacionalnom herbariju na Hebrejskom sveučilištu postoji mnogo uzoraka biljke iz zapadnog i jugozapadnog Sinaja, ali ne i iz Izraela ili Jordana. U proljeće 2021. biljku je pronašao D. Rivner na drugom mjestu uz Wadi Paran, ovaj put veću populaciju u blizini ceste 10 blizu egipatske granice. Pojava biljke u Saudijskoj Arabiji je upitna.

## Opis:
B. cinerea je mala jednogodišnja biljka, visoka 10-20 cm. Cijela biljka je sivkasta, obrasla mekim gustim dlačicama. Stabljika je uspravna ili uzdižuća, rascijepljena. Listovi perasti do tupi režnjevi, gornji su manje perasti ili uopće nisu perasti. Polukuglasti cvatovi veličine 6-8 mm nalaze se na kraju stabljike i nose samo cjevaste cvjetove. Pricvjetni listovi su vunasti, na kraju opnasti, dugi oko 3 mm, kraći od cvjetova. Posuda cvasti je stožasta, bez ljuski (za razliku od jarmena). Vjenčić je cjevast, završava s 4 zupca. Ahenije su obrubljene i nemaju papus.